# 君が僕を愛してくれたから
「君が僕を愛してくれたから」（きみがぼくをあいしてくれたから）は、日本のフォークデュオ・遊吟のインディーズ1作目のシングル。

## 概要
- インディーズデビューシングル。地域限定のみでの販売で、現在は廃盤となっており入手は不可能。

## 収録曲
1. 君が僕を愛してくれたから
2. 旅立ち
3. 絵はがき
表題曲同様、1stアルバム『愛の詩』に収録された。
4. 君が僕を愛してくれたから (inst)
5. 旅立ち (inst)
6. 絵はがき (inst)